# HD68006
HD68006 — хімічно пекулярна зоря спектрального класу
B8 й має видиму зоряну величину в смузі V приблизно  8,7.

## Пекулярний хімічний склад
Зоряна атмосфера HD68006 має підвищений вміст 
Si
.